# USS Liddle (DE-206)
USS Liddle (DE-206/APD-60) là một tàu hộ tống khu trục lớp Buckley được Hải quân Hoa Kỳ chế tạo trong Chiến tranh Thế giới thứ hai. Tên nó được đặt theo hạ sĩ quan dược tá William Porter Liddle Jr. (1919-1942), người đã phục vụ cùng Sư đoàn 1 Thủy quân Lục chiến, đã tử trận trong trận Guadalcanal vào ngày 19 tháng 8, 1942 và được truy tặng Huân chương Ngôi sao Bạc. Nó đã phục vụ trong chiến tranh cho đến năm 1944, khi được cải biến thành một tàu vận chuyển cao tốc mang ký hiệu lườn APD-60, và tiếp tục phục vụ cho đến khi chiến tranh kết thúc. Nó xuất biên chế năm 1946, nhưng lại được huy động trở lại trong hai giai đoạn: từ năm 1950 đến năm 1959 và từ năm 1961 đến năm 1967, khi cuối cùng bị tháo dỡ. Liddle được tặng thưởng bốn Ngôi sao Chiến trận do thành tích phục vụ trong Thế Chiến II.

## Thiết kế và chế tạo
Những chiếc thuộc lớp tàu hộ tống khu trục Buckley có chiều dài chung 306 ft (93 m), mạn tàu rộng 37 ft 1 in (11,30 m) và độ sâu mớn nước khi đầy tải là 11 ft 3 in (3,43 m). Chúng có trọng lượng choán nước tiêu chuẩn 1.400 tấn Anh (1.400 t); và lên đến 1.740 tấn Anh (1.770 t) khi đầy tải. Hệ thống động lực bao gồm hai turbine hơi nước General Electric công suất 13.500 mã lực (10.100 kW), dẫn động hai máy phát điện công suất 9.200 kilôwatt (12.300 hp) để vận hành hai trục chân vịt;  công suất 12.000 hp (8.900 kW) cho phép đạt được tốc độ tối đa 23 kn (26 mph; 43 km/h), và có dự trữ hành trình 6.000 nmi (6.900 mi; 11.000 km) khi di chuyển ở vận tốc đường trường 12 kn (14 mph; 22 km/h).
Vũ khí trang bị bao gồm ba pháo 3 in (76 mm)/50 cal trên tháp pháo nòng đơn có thể đối hạm hoặc phòng không, một khẩu đội 1,1 inch/75 caliber bốn nòng và tám pháo phòng không Oerlikon 20 mm. Vũ khí chống ngầm bao gồm một dàn súng cối chống tàu ngầm Hedgehog Mk. 10 (có 24 nòng và mang theo 144 quả đạn); hai đường ray Mk. 9 và tám máy phóng K3 Mk. 6 để thả mìn sâu. Khác biệt đáng kể so với lớp Evarts dẫn trước là chúng có thêm ba ống phóng ngư lôi Mark 15 21 inch (533 mm). Thủy thủ đoàn đầy đủ bao gồm 186 sĩ quan và thủy thủ.
Liddle được đặt lườn tại Xưởng hải quân Charleston ở Charleston, South Carolina vào ngày 8 tháng 6, 1943. Nó được hạ thủy vào ngày 9 tháng 8, 1943; được đỡ đầu bởi bà William Porter Liddle, mẹ hạ sĩ quan Liddle, và nhập biên chế vào ngày 6 tháng 12, 1943 dưới quyền chỉ huy của Hạm trưởng, Thiếu tá Hải quân Robert Messinger Hinckley, Jr.

## Lịch sử hoạt động

### 1944 - 1946
Sau khi hoàn tất chuyến đi chạy thử máy huấn luyện tại khu vực Bermuda, từ ngày 11 tháng 2 đến ngày 29 tháng 6, 1944, Liddle đã thực hiện ba chuyến hộ tống vận tải khứ hồi vượt Đại Tây Dương từ New York đến Wales, Gibraltar và Tunisia. Quay trở về sau chuyến đi cuối cùng, nó đi đến New York để được cải biến thành một tàu vận chuyển cao tốc lớp Charles Lawrence; con tàu được xếp lại lớp và mang ký hiệu lườn APD-60 vào ngày 5 tháng 7, 1944.
Rời New York vào ngày 22 tháng 9, Liddle đi sang khu vực Mặt trận Thái Bình Dương, đi đến Hollandia, New Guinea vào ngày 4 tháng 11 để phục vụ cùng Đệ Thất hạm đội. Nó rời New Guinea vào ngày 17 tháng 11 để hộ tống một đoàn tàu vận tải tiếp liệu hướng đến vịnh Leyte, Philippines, đi đến ngoài khơi bãi đổ bộ vào ngày 24 tháng 11, rồi tiếp tục lên đường ngay ngày hôm đó hộ tống một đội hình tàu đổ bộ LST đi Palau. Nó quay trở lại Leyte vào ngày 29 tháng 11.
Đón lên tàu 141 binh lính vào ngày 6 tháng 12 cho một kế hoạch tấn công tạt sườn tại khu vực vịnh Leyte, Liddle đã cho đổ bộ lực lượng lên Ormoc vào ngày 7 tháng 12 mà không chịu tổn thất. Tuy nhin con tàu phải chịu đựng không kích của đối phương, và cho dù đã bắn rơi được năm máy bay đối phương, một máy bay tấn công tự sát Kamikaze đã đâm trúng cầu tàu khiến nó hư hại nặng, 38 sĩ quan và thủy thủ đã tử trận trong trận này. Con tàu buộc phải quay trở về San Francisco vào ngày 16 tháng 1, 1945 để sửa chữa.
Lên đường vào ngày 22 tháng 2 để gia nhập trở lại đội của nó, Liddle tham gia chiến dịch nhằm giải phóng hoàn toàn Philippines. Từ ngày 29 tháng 3 đến ngày 5 tháng 6, nó hộ tống các đoàn tàu vận tải đồng thời thực hành huấn luyện chuẩn bị cho các hoạt động đổ bộ tiếp theo. Sau đó nó vận chuyển lực lượng Australia đến Đông Ấn thuộc Hà Lan và hỗ trợ cho các cuộc đổ bộ tại Borneo, lên vịnh Brunei vào ngày 10 tháng 6, và lên Balikpapan vào ngày 1 tháng 7. Con tàu tiếp tục thực hành huấn luyện nhằm chuẩn bị tham gia vào Chiến dịch Downfall, kế hoạch đổ bộ trực tiếp lên các đảo chính quốc Nhật Bản; tuy nhiên do Nhật Bản đã chấp nhận đầu hàng vào ngày 15 tháng 8 giúp kết thúc cuộc xung đột, kế hoạch bị hủy bỏ.
Hỗ trợ cho hoạt động chiếm đóng, Liddle đã tham gia vận chuyển thiết bị sang Triều Tiên trong tháng 9, băng qua vùng biển Hoa Đông và Hoàng Hải đầy dẫy thủy lôi, và tham gia hoạt động di tản những cựu tù binh chiến tranh Đồng Minh khỏi Đại Liên, Trung Quốc vào ngày 5 tháng 10. Nó phục vụ như tàu kiểm soát cảng tại Đại Cô Khẩu, Trung Quốc từ ngày 25 tháng 10; con tàu khởi hành từ Đại Cô Khẩu vào ngày 23 tháng 11 cho hành trình quay trở về Hoa Kỳ, về đến New York vào ngày 1 tháng 1, 1946. Nó tiếp tục đi đến Green Cove Springs, Florida hai ngày sau đó, và được cho xuất biên chế tại đây vào ngày 18 tháng 6, 1946, được đưa về Hạm đội Dự bị Đại Tây Dương.

### 1950 - 1959

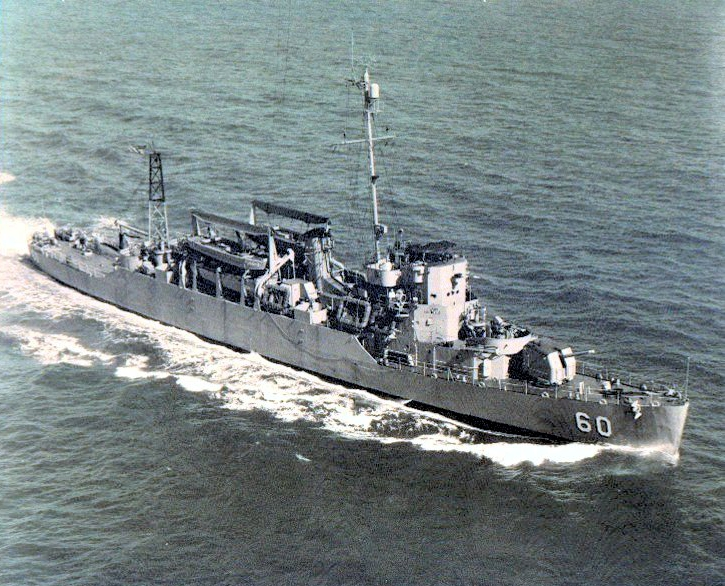
Liddle trên đường đi, khoảng năm 1954.

Do cuộc Chiến tranh Triều Tiên bùng nổ làm gia tăng nhu cầu về tàu chiến, Liddle được cho tái biên chế trở lại vào ngày 27 tháng 10, 1950 dưới quyền chỉ huy của hạm trưởng, Thiếu tá Hải quân Kenneth W. Miller. Nó rời Green Cove Springs vào ngày 25 tháng 11, và đi đến Norfolk, Virginia hai ngày sau đó để gia nhập Đội vận chuyển 22. Từ cuối tháng 4 đến tháng 6, 1951, nó thực hành huấn luyện đổ bộ và huấn luyện hộ tống vận tải tại khu vực Bắc Đại Tây Dương. Nó khởi hành từ Norfolk vào ngày 16 tháng 6 để đi sang phục vụ cùng Đệ Lục hạm đội tại Địa Trung Hải, nơi nó hoạt động trinh sát và thực hành đổ bộ. Sau khi quay trở về Căn cứ Đổ bộ Hải quân Little Creek, Virginia Beach, Virginia vào ngày 1 tháng 10, nó lại tiếp tục hoạt động huấn luyện đổ bộ.
Sau khi thực hiện một chuyến đi đến vùng kênh đào Panama vào đầu tháng 1, 1952, Liddle tiếp tục hoạt động huấn luyện tại vùng biển Caribe trong mùa Xuân và mùa Hè năm đó. Nó đi đến Boston vào tháng 1, 1953, hoạt động tại khu vực Caribe trong tháng tiếp theo rồi quay trở lại Little Creek vào ngày 13 tháng 11 để hoạt động huấn luyện trong suốt mùa Hè, trong một giai đoạn phải tăng cường huấn luyện đổ bộ cho binh lính trước khi được phái sang Triều Tiên. Con tàu lên đường vào ngày 28 tháng 9 để đi sang Địa Trung Hải, nơi nó tham gia cuộc Tập trận Weldfast phối hợp giữa các đơn vị Anh Quốc, Hy Lạp, Ý và Thổ Nhĩ Kỳ.
Rời Oran, Algeria vào ngày 23 tháng 1, 1954, Liddle quay trở về Little Creek vào ngày 4 tháng 2, nơi nó hoạt động như một tàu huấn luyện chống tàu ngầm đồng thời tham gia các cuộc thực tập đổ bộ và các chuyến đi thực hành dành cho học viên sĩ quan. Rời Little Creek vào ngày 16 tháng 3, 1955, nó đi đến cảng nhà mới New Orleans, Louisiana vào ngày 21 tháng 3 để hoạt động như một tàu huấn luyện dự bị. Nó gia nhập Hải đội Hộ tống Dự bị 4 vào ngày 15 tháng 1, 1958, và lại được cho xuất biên chế vào ngày 2 tháng 2, 1959, cho dù vẫn tiếp tục hoạt động như một tàu huấn luyện cho Hải quân Dự bị Hoa Kỳ.

### 1961 - 1967
Vào tháng 8, 1961, căng thẳng gia tăng do cuộc Khủng hoảng Berlin đã khiến một lần nữa Liddle được cho nhập biên chế trở lại vào ngày 29 tháng 11 dưới quyền chỉ huy của hạm trưởng, Thiếu tá Hải quân Royal R. Ross.  Hoạt động cùng Lực lượng Đổ bộ Hạm đội Đại Tây Dương, nó thực hành huấn luyện đổ bộ và đã tham gia một cuộc tập trận phô diễn dưới sự thị sát của Tổng thống John F. Kennedy tại bãi Onslow, Bắc Carolina vào ngày 14 tháng 4, 1962.
Trong vụ Khủng hoảng tên lửa Cuba từ ngày 24 tháng 10 đến ngày 20 tháng 11, Liddle tham gia vào lực lượng hải quân tiến hành cô lập hàng hải Cuba, nhằm gây sức ép buộc phía Liên Xô tháo dỡ những tên lửa đạn đạo tầm trung bố trí trên hòn đảo Trung Mỹ này. Sau khi vụ khủng hoảng được giải quyết qua con đường thương lượng ngoại giao, con tàu quay trở lại hoạt động huấn luyện, rồi đến tháng 2, 1963 đã tham gia vào thành phần Hải đội Đổ bộ 8, hoạt động tại khu vực giữa Little Creek và vùng biển Caribe. Nó từng tham gia một chuyến đi cứu trợ nhân đạo đến Haiti từ ngày 13 đến ngày 19 tháng 10, 1963, vận chuyển thực phẩm, quần áo và thuốc men cho những nạn nhân của cơn bão Flora. Trong giai đoạn từ năm 1964 đến năm 1966, nó tiếp tục hoạt động tại khu vực dọc bờ biển Đại Tây Dưng và Tây Ấn.
Liddle được cho xuất biên chế lần sau cùng tại Norfolk vào ngày 18 tháng 3, 1967; thủy thủ đoàn của con tàu trong ngày hôm đó được chuyển sang chiếc tàu vận chuyển cao tốc Beverly W. Reid (APD-119) vốn vừa mới được cho tái biên chế. Tên của Liddle được cho rút khỏi danh sách Đăng bạ Hải quân vào ngày 5 tháng 4, 1967, và con tàu được bán cho hãng North American Smelting Company vào ngày 25 tháng 6, 1967 để tháo dỡ.

## Phần thưởng
Liddle được tặng thưởng bốn Ngôi sao Chiến trận do thành tích phục vụ trong Thế Chiến II.
|  |             |                                                       |
|  |             | Bronze star · Bronze star · Bronze star · Bronze star |
|  |             |                                                       |
|  | Bronze star |                                                       |

| Dãi băng Hoạt động Tác chiến (truy tặng)           | Dãi băng Hoạt động Tác chiến (truy tặng)                            | Huân chương Viễn chinh Hải quân                                     | Huân chương Viễn chinh Hải quân                                         |
| Huân chương Phục vụ Trung Hoa (mở rộng)            | Huân chương Chiến dịch Hoa Kỳ                                       | Huân chương Chiến dịch Hoa Kỳ                                       | Huân chương Chiến dịch Châu Á-Thái Bình Dương với 4 Ngôi sao Chiến trận |
| Huân chương Chiến dịch Châu Âu-Châu Phi-Trung Đông | Huân chương Chiến thắng Thế Chiến II                                | Huân chương Chiến thắng Thế Chiến II                                | Huân chương Phục vụ Chiếm đóng Hải quân                                 |
| Huân chương Phục vụ Phòng vệ Quốc gia              | Huân chương Viễn chinh Lực lượng Vũ trang với 1 Ngôi sao Chiến trận | Huân chương Viễn chinh Lực lượng Vũ trang với 1 Ngôi sao Chiến trận | Huân chương Giải phóng Philippine (Philippine)                          |